# Gašper Brecl
Gašper Brecl (18 novembre 1999) è un combinatista nordico sloveno.

## Biografia
Attivo in gare FIS dal gennaio del 2013, Brecl ha esordito in Coppa del Mondo il 30 novembre 2018 a Lillehammer (54º) e ai Campionati mondiali a Oberstdorf 2021, dove si è classificato 40º nel trampolino normale, 25º nel trampolino lungo e 10º nella sprint a squadre; ai Mondiali di Planica 2023 si è piazzato 39º nel trampolino normale, 37º nel trampolino lungo, 11º nella gara a squadre e 8º nella gara a squadre mista e a quelli di Trondheim 2025 è stato 35º nel trampolino normale, 39º nel trampolino lungo e 7º nella gara a squadre mista.

### Coppa del Mondo
- Miglior piazzamento in classifica generale: 47º nel 2023